# 史前宗教
原始宗教（英語：Prehistoric religion，或稱自然宗教或自發宗教），是史前人類宗教信仰和習俗的總稱。更具體的，包括舊石器時代、中石器時代、新石器時代和青銅時代的宗教。西方殖民主義興起後，殘存於近代原始部落的原住民宗教受到嚴重衝擊，宗教之原始狀態與文明社會之接觸發生許多變形。原始宗教多表現為對大自然的崇拜。

## 舊石器時代

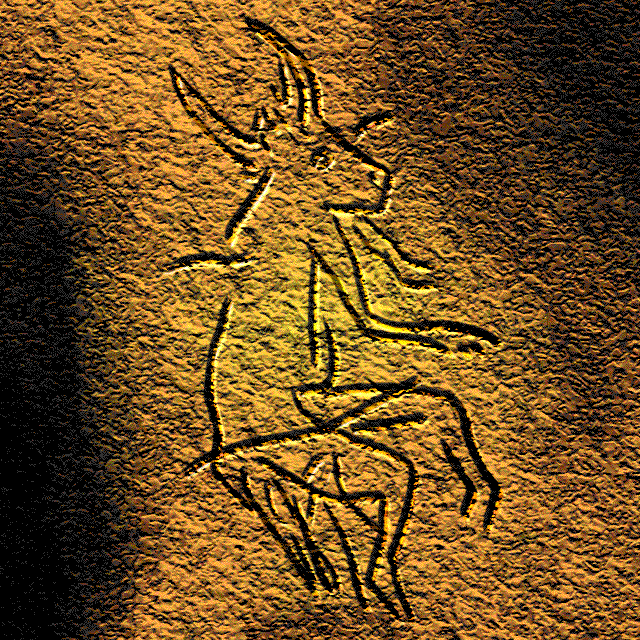
法國多爾多涅省的洞穴壁畫的半獸半人畫像。考古學家認為這可能提供了早期薩滿信仰的證據。

特意地埋葬，特別是帶著陪葬品，可能是最早的可檢驗形式的宗教實踐之一（埋葬本身是行為現代性的典型指標）。如認知科學家菲利普·利伯曼(Philip Lieberman)所說，這可能意味著“對死者的關注超越了日常生活”。
一些考古學家指出，諸如尼安德特人等舊石器時代中期社會可能已經形成圖騰或動物崇拜。埃米爾·巴克勒（EmilBächler）特別提出（根據舊石器時代中期的考古學證據），舊石器時代中期的尼安德特人存在廣泛的熊崇拜。另外一項公元前7萬年關於舊石器時代中期的動物崇拜證據（非洲卡拉哈里沙漠的措迪洛山），已經被原始研究人員否認。
之後舊石器時代晚期的動物崇拜，如熊崇拜，推測可能緣自這些舊石器時代中期的動物崇拜。
舊石器時代晚期的動物崇拜與狩獵儀式交織在一起。例如，舊石器時代藝術和熊遺蹟的考古學證據顯示有一種犧牲熊的儀式，一隻熊被箭射進肺部致死，然後儀式地埋在一隻由熊毛皮覆蓋的粘土熊雕像附近，頭骨和熊體分開埋藏。

## 新石器時代
新石器時代仍未發現任何的文字記錄，因此關於新石器時代社會可能擁有的任何信仰系統的所有陳述，都是從考古學中推測。法國考古學家雅克·考文表示，新石器革命受到一個他稱為“符號革命”的重要主題影響，這表明在新石器時代誕生了“宗教”。他認為新石器時代的人類受到思想變化的影響，多過於環境變化的影響，並指出了這一過程的一系列階段。他的研究透過審視描繪最早女性作為女神和公牛作為神的陶俑和早期藝術，提出了關於知覺和二元性等人類思維演化的重要概念。
公元前5千年期間的中歐新石器時代圓環結構被解釋為用於教育功能。戈瑟克圈的部份，發現了人類犧牲的遺骸。 這些結構中的許多具有與至點日落或日出方位對齊的開口，表明它們是維持陰曆的一種方式。 歐洲的巨石文化的建設也從公元前5千年開始，持續整個新石器時代，而一些地區更已經進入青銅器時代早期。
女性主義考古學先驅瑪利亞·金布塔斯提出新石器時代的歐洲以圍繞著“女神崇拜”的“女性中心”社會概念。 之後隨著青銅器時代的到來，新石器時代的“母權”文化才被父權制取而代之。不過金布塔斯的觀點今天沒有受到廣泛的支持。

## 青銅器時代
青銅器時代宗教包括了古代近東的宗教、米諾宗教、古代美索不達米亞宗教和古代埃及宗教。

### 重建
青銅器時代早期的原始印欧宗教（重建得到），和已經證實的古代閃米特宗教，被推定是新石器時代晚期某些傳統的延續。

## 鐵器時代
雖然地中海、近東、印度和中國的鐵器時代宗教在文字記錄中得到很好的證明，鐵器時代大部分的歐洲，從公元前700年到大遷徙期間都落在史前時期。在希臘化和羅馬時代民族志記錄中，非地中海地區宗教習俗的敘述也相當少。
在北極圈宗教（西伯利亞薩滿教和原始芬蘭神話）、傳統非洲宗教、美洲原住民宗教和大洋洲宗教，史前時代大多只能以近代早期和歐洲殖民主義結束。 這些傳統往往只能在基督教化的背景下首次被記錄。由於這些原因，對於許多地區鐵器時代宗教的詮釋和理解，主要仍依靠考古材料。

### 宗教人類學
- 宗教人類學
- 古代近東宗教（英语：Religions of the ancient Near East）
- 母系宗教（英语：Matriarchal religion）
- 原始一神論（英语：Urmonotheismus）

### 宗教考古學
- 宗教考古學（英语：Archaeology of religion and ritual）
- 布呂尼屈厄洞穴（英语：Bruniquel Cave）
- 哥貝克力石陣
- 塔西安神廟
- 詹蒂亞神廟
- 巨石陣
- 戈瑟克圈（英语：Goseck circle）
- 巨石文化
- 古塚
- 馬祭
- 宗教的進化起源

### 崇拜與神祇
- 薩滿教
- 巫覡教
- 自然崇拜
- 精靈崇拜
- 圖騰崇拜
- 太陽崇拜
- 月亮崇拜
- 火焰崇拜
- 祖先崇拜
- 公牛崇拜（英语：Bull worship）
- 熊崇拜
- 地母神